# Rosario Flores
Rosario del Carmen González Flores (Madrid, 4 de noviembre de 1963), conocida como Rosario Flores o simplemente Rosario, es una cantante, compositora y actriz española de origen gitano.[cita requerida] Ha sido ganadora, entre otros premios, del Grammy Latino al mejor álbum vocal pop femenino, en las ediciones de 2002 y 2004, por sus trabajos Muchas flores y De mil colores, respectivamente.
Según acreditan los Productores de Música de España, cuenta con doce discos de platino y tres discos de oro. A lo largo de su carrera ha vendido más de 2 millones de discos.
En 2020 recibió la Medalla de Oro al mérito en las Bellas Artes de España.

## Biografía

### Primeros años
Es la hija menor de Antonio González, "El Pescaílla", y de la mítica artista Lola Flores, "La Faraona", hermana de la actriz y cantante Lolita Flores y del cantautor Antonio Flores, también es sobrina de la cantante Carmen Flores, así como tía de las actrices Elena Furiase (por parte de Lolita) y Alba Flores (por parte de Antonio) y prima del jugador y entrenador de fútbol Quique Sánchez Flores. 
El 4 de noviembre de 1963, "La Faraona", como se le conocía por entonces a Lola Flores, hacía un pequeño paro en su meteórica y exitosa carrera artística, para traer al mundo a su tercer hijo, fruto de su matrimonio con El Pescaílla.  Aunque el mundo de la interpretación le gusta, Rosario lleva la música y el baile en la sangre, por lo que en el año 1977 bajo el nombre artístico de Rosario Ríos edita en vinilo un maxisencillo con dos temas; ¿Qué querra decir esto? y Como en un sueño. 1984 ya como Rosario edita el mini LP Vuela de noche. "Lo hice muy jovencita, tenía miedo a decir esto no me gusta. Estuvo bien, pero no tuvo ninguna repercusión", explica ella misma. Lo cierto, que hoy en día es casi imposible conseguir dichos discos y en la mayoría de las biografías de Rosario casi ni se nombran.

### 1992-1996: Primeros álbumes
En 1992 graba el que se considera su primer disco De Ley, compuesto en su mayoría por canciones escritas por su hermano Antonio, y que lograría el éxito gracias a canciones como «Mi gato» o «Sabor, sabor». De Ley se convirtió en uno de los discos más vendidos de aquel año, con 300.000 copias acreditadas y 3 discos de platino, y consiguió varios premios entre ellos el Premio Ondas 1992 a la artista revelación.
En 1994 lanza su disco Siento, de nuevo compuesto en su mayoría por canciones de su hermano Antonio, y producido por Fernando Illán. Emprende una inmensa gira que la llevaría a recorrer toda la geografía española durante el verano de 1995. Es durante esa gira donde se consolida definitivamente en el mundo musical español y como artista de escenario. Vendió 200.000 copias acreditadas y fue reconocida con 2 discos de platino.
El 21 de octubre de 1996 publica su tercer disco, Mucho por vivir, ya sin la ayuda y colaboración de su hermano Antonio, tras su muerte. El disco fue un claro homenaje a la memoria de este, sobre todo en la canción que fue primer sencillo «Qué bonito», escrita y compuesta por ella misma. Con este disco logró 3 discos de platino y vendió 300.000 copias acreditadas en España.
Después del éxito obtenido con sus tres primeros discos, llegando a vender cerca del millón de copias en España, decide dar un pequeño giro a su música por rumbera, para introducirse de lleno en el mundo del rock, sin perder sus raíces gitanas. Jugar a la locura aparece en 1999. Es un disco arriesgado, al cual Rosario aporta la composición de diez de las once canciones que lo componen y logra por primera vez ser nominada al Grammy Latino. En este disco cuenta con la colaboración de nuevo de Fernando Illán y con la guitarra, arreglos y composiciones de Athanai, un músico cubano que supo dar un giro más eléctrico y roquero a sus canciones.

### 2000-2003:Muchas floresyDe mil colores
En 2001, se edita Muchas Flores, versionando dos canciones que popularizó su madre junto a El Pescaílla, «La casa en el aire» y «Meneíto». El disco es todo un homenaje a la rumba catalana y a su padre en la canción que abre el disco «Al son del tambor». Vendió 200.000 copias acreditadas y fue reconocida con 2 discos de platino. Por este disco fue premiada además con el Grammy Latino en el año 2002 al mejor álbum de pop vocalista femenina y el Premio de la Música a la mejor canción por «Cómo quieres que te quiera». Este trabajo contó con la influencia de Janis Joplin, Jimi Hendrix, Miles Davis, Carole King y el cantaor Camarón de la Isla, otro de los genios de la música flamenca.
Con este disco, estuvo de gira por América desde octubre de 2002, presentando en directo el disco en Venezuela, Colombia, República Dominicana, Miami, Costa Rica, México, Chile. En enero de 2003 viajó a Brasil, a Salvador de Bahía para cantar junto a Daniela Mercury en un concierto que grabó la MTV y que fue editado como el nuevo trabajo de Daniela. A mediados de febrero viajó a Argentina de promoción y a continuación estuvo en el Festival de Viña del Mar en Chile. Rosario hizo vibrar con su actuación a más de 20 000 espectadores y fue galardonada con la Antorcha de Plata de la ciudad y una fiesta en su honor donde le entregaron el disco de oro.[cita requerida]
También en 2002 fue actriz coprotagonista en la película Hable con ella dirigida por Pedro Almodóvar junto al argentino Darío Grandinetti. En el largometraje, Rosario flores interpreta a Lidia, una torera que sufre una cogida y queda en estado de coma. 
Su siguiente disco, De mil colores (2003), también fue galardonada con un premio Grammy Latino a mejor álbum de pop femenino.

### 2004-2009:Contigo me voyyParte de mí
El 28 de marzo de 2006, se lanzó al mercado el séptimo disco de Rosario, titulado Contigo me voy. La gira 2006 Contigo Me Voy incluyó todo el territorio español, con más de 50 conciertos. La crítica lo consideró un álbum sereno y contó con importantes colaboraciones como Antonio Vega y Amparanoia.
Dos años después, el 29 de abril de 2008, publicó su octavo álbum, Parte de mí, un disco de versiones que supuso un viaje por su propio universo musical, la banda sonora de su vida y un homenaje a las canciones que le habían llenado el alma. La producción corrió a cargo de Fernando Illán, con quien había trabajado anteriormente, y su primer disco con Universal Music / Vale Music. El disco muy pronto se convirtió en disco de platino y se mantuvo entre los discos más vendidos del país durante meses.[cita requerida]
Rosario Flores logró con Parte de mí una nueva nominación para el premio Grammy Latino como mejor Álbum Vocal Pop Femenino del Año 2008 y fue premiada con el Premio Ondas de la Música 2008 al mejor álbum del año. Entre otros premios, también fue reconocida con dos nominaciones a los Premios 40 Principales (LOS40 Music Awards) 2008: a mejor álbum y a Rosario como mejor artista solista. Actuó en directo en esta gala de premios celebrada en Madrid. Además, fue Premio disco del año 2008 a través de votación popular en un programa de TVE,[cita requerida] Premio Dial 2008 a mejor álbum y Premio Micrófono de Oro 2009 en la categoría de música.  
El sencillo «No dudaría» logró ser número 1 de los 40 principales y se convirtió durante varias semanas en el tema más radiado de las emisoras de radio españolas.[cita requerida] Emprende en el 2008 en una gira que la llevará a recorrerse parte del país y parte de América Latina, esta gira la amplía al año siguiente 2009, terminando la en octubre de 2009. 
Dado el éxito del álbum, en 2009 se publicó como edición especial Grandes éxitos en directo, el concierto grabado en el Gran Teatro del Liceo de Barcelona que recoge las colaboraciones especiales de Diego el Cigala, “La Mari” de Chambao, Antonio Carmona, Paulina Rubio, Coti y su hermana Lolita.
En noviembre de 2009, un nuevo proyecto discográfico sale a la luz, en esta ocasión un nuevo disco de versiones titulado Cuéntame, donde Rosario recopila grandes temas de los años 70 y 80, incluyendo la canción del mismo título y que forman parte de la banda sonora de la serie de TVE Cuéntame. Por este disco Rosario recibo en 2010 la nominación al Grammy Latino como mejor artista vocal femenina.

### 2010-2011:Raskatriski
En septiembre de 2010 se marcha a Los Ángeles a dar forma y grabar once de las canciones que ha compuesto en los tres últimos años. Entre septiembre y noviembre, en los estudios After Hours de la ciudad californiana, Rosario Flores da vida al álbum Raskatriski. El título lo toma de una rumba que rescata de su infancia, en recuerdo al ritmo flamenco familiar que se bailaba en su casa.
En marzo de 2011, tras más de tres años sin publicar canciones inéditas, la artista lanza Raskatriski con las 11 canciones compuestas que ha seleccionado. en el álbum, la artista vuelve a sus orígenes y reivindica el sonido «Gypsy funky», en una mezcla explosiva de flamenco, rumbas, funky, soul, bossanova y baladas al más puro estilo Rosario. En Raskatriski participan músicos como Simon Phillips, batería británico de Toto, y el percusionista Luis Conte.
«Estoy cambiando» el primer sencillo es un tema con sonidos setenteros y roqueros. Durante 2011 se embarca en una amplia gira que la lleva a recoger gran parte de la geografía española, así como a viajar a países de América Latina como México, Chile y Costa Rica, entre otros. Participa en los famosos premios Lunas del Auditorio de este país, celebrados en octubre y presenta su espectáculo en San José, Costa Rica.

### 2012-2016:Rosario y Gloria a ti
En enero de 2012, lanza al mercado un nuevo tema titulado «Gipsy Funky Love Me Do», una versión divertida y con mucha marcha del famoso tema de los Beatles. El tema está producido por el famoso productor estadounidense Narada Michael Walden y colabora también el cantante Tony Báez. En el videoclip del tema, producido por Pedro Lazaga, colaboran amigos y familiares de la artista como su hermana Lolita, su sobrina Elena Furiase, y los actores Fernando Tejero, Ana de Armas y Loles León, entre otros. En febrero de ese año, se confirmó su nombre como parte del miembro de jurado en el programa La voz, programa musical de Telecinco basado en el formato holandés.
Continuó en la segunda entrega del programa La voz en 2013, quedando en cuarta posición con una nueva apuesta musical, llamada Amaya. Más tarde se confirmó su aparición en la versión infantil del formato holandés La voz Kids. Lanzó nuevo álbum en 2013 llamado Rosario, con el sencillo de lanzamiento «Yo me niego», con sonidos de soul, rythm and blues, pop británico y sus raíces flamencas. El tema lo compuso en colaboración con Claudia Brant, cantautora argentina, y fue producido por Andrés Saavedra, multipremiado productor musical.
En febrero de 2015 se confirma que Rosario aunque no estaría como preparadora de la tercera edición, si lo estaría como consejera de los preparadores de La voz. En septiembre de ese año, vuelve a aparecer como preparador en el programa de televisión La Voz Kids acompañada por sus compañeros: David Bisbal y Manuel Carrasco.
En 2016 la cantante publicó ‘Gloria a ti’, álbum en el que recuperó un tema inédito de su hermano Antonio e incluyó seis canciones resultado de la colaboración con Manolo Tena, siendo uno de los últimos trabajos del compositor e intérprete antes de fallecer. La artista lució la bata de cola como homenaje a la tradición de la canción andaluza y a su madre, la artista Lola Flores. Realizó una gira por diversos países.

### 2017-2021:La Voz KidsyTe lo digo todo y no te digo na
En marzo de 2017, regresa como preparadora de La Voz Kids junto a David Bisbal y Antonio Orozco (en la edición española) y Maluma, Mijares y Emmanuel (en la mexicana).
En abril de 2021, Rosario Flores publicó su álbum Te lo digo todo y no te digo na, bajo la discográfica Universal Music. Incluye los exitosos sencillos: Te lo digo todo y no te digo na y La vida es otra cosa junto a Vanesa Martín, publicados en diciembre de 2020 y en marzo de 2021, respectivamente.
En mayo de 2023, Rosario anuncia una colaboración junto a Sebastián Yatra, la segunda tras el tema interpretado a dúo en el álbum "Dharma" del colombiano en 2022. Esta vez se trataría de una nueva versión del tema "Cómo quieres que te quiera", que la cantante prevé incluir en un próximo álbum aún sin fecha de lanzamiento y que incluirá incluirá versiones actualizadas de algunos de sus mejores temas, con acompañamiento de importantes artistas.

## Vida privada
Su madre, Lola Flores, falleció el 16 de mayo de 1995 en su casa de La Moraleja, después de soportar un largo cáncer y varias operaciones. El 30 de mayo fue encontrado muerto Antonio Flores, quien no pudo soportar la muerte de su madre. Sobre esto Rosario comentó: «No quiero mirar atrás, voy hacia delante sin renegar de mis orígenes, porque la sangre no hay quien me la quite. Echo de menos a mi hermano Antonio que siempre me ayudó y murió muy joven, siendo uno de los músicos y de los cantantes de la nueva generación española más grande que había».[cita requerida]
En 1999, fallece su padre Antonio González "El Pescaílla", quien muere en Madrid a la edad de 73 años, el guitarrista no se recuperó de las muertes, casi simultáneas de su mujer y de su hijo en 1995. El Pescaílla, que sufría una enfermedad hepática y había sido operado de un cáncer un par de años antes, falleció al lado de su hija Rosario.
Durante la década de los 80, mantuvo una relación de cuatro años con el humorista y actor español Enrique San Francisco. Se conocieron a través del hermano de ella, Antonio Flores, quien era amigo del humorista. La relación terminó por la adicción de él a las drogas. En una entrevista para el programa Mi casa es la tuya de Bertín Osborne, San Francisco dijo: "Ha sido la relación más importante y más duradera que he tenido".
En 1996, nace su hija Lola, con su entonces pareja, el artista argentino Carlos Orellana. El 21 de enero de 2006 (aniversario del nacimiento de Lola Flores) tuvo un hijo, Pedro Antonio, con el productor Pedro Manuel Lazaga Busto, que es su marido en la actualidad, a quien conoció rodando Hable con ella en 2001. Se casó en abril de 2006 con Lazaga en una ceremonia íntima en Caños de Meca.
Los padrinos de bautismo de Rosario fueron Antonio el bailarín y Carmen Sevilla.

## Filmografía

### Cine
| Año  | Película                  | Personaje      | Director                                   | Género          | Duración |
| ---- | ------------------------- | -------------- | ------------------------------------------ | --------------- | -------- |
| 1969 | El taxi de los conflictos | Niña de Lola   | José Luis Sáenz de Heredia, Antonio Ozores | Comedia/Musical | 1h 40m   |
| 1976 | Al fin solos, pero...     | Marta          | Antonio Giménez-Rico                       | Comedia/Musical | 1h 37m   |
| 1982 | Colegas                   | Rosario        | Eloy de la Iglesia                         | Drama           | 1h 57m   |
| 1986 | Calé                      | Estrella       | Carlos Serrano                             | Drama           | 1h 26m   |
| 1988 | Diario de invierno        | Muda           | Francisco Regueiro                         | Drama           | 1h 44m   |
| 1990 | Contra el viento          | Rosario        | Francisco Periñán                          | Drama           | 1h 35m   |
| 1991 | Chatarra                  | Mariló         | Félix Rotaeta                              | Drama/Suspense  | 1h 36m   |
| 2002 | Hable con ella            | Lydia González | Pedro Almodóvar                            | Drama/Romance   | 1h 52m   |

### Series de televisión
| Año  | Serie                         |
| ---- | ----------------------------- |
| 1986 | Delirios de amor              |
| 1989 | Brigada Central               |
| 1993 | Los ladrones van a la oficina |
| 1994 | La mujer de tu vida           |

### Programas de televisión
| Año                    | Programa             | Nota    |
| ---------------------- | -------------------- | ------- |
| 2012-2013              | La voz (España)      | Coach   |
| 2014                   | Idol Colombia        | Jurado  |
| 2015                   | La voz (España)      | Asesora |
| 2014 - 2021, 2023-2024 | La voz Kids (España) | Coach   |
| 2017                   | La voz Kids (México) | Coach   |

#### Coach de La Voz y La Voz Kids
| Edición       | Año  | Cadena        | Finalista            | Posición |
| ------------- | ---- | ------------- | -------------------- | -------- |
| La Voz 1      | 2012 | Telecinco     | Jorge González       | Segunda  |
| La Voz 2      | 2013 | Telecinco     | Estela Amaya         | Cuarta   |
| La Voz Kids 1 | 2014 | Telecinco     | Triana Sánchez       | Tercera  |
| La Voz Kids 2 | 2015 | Telecinco     | Índigo Salvador      | Tercera  |
| La Voz Kids 3 | 2017 | Telecinco     | Aray Díez            | Segunda  |
| La Voz Kids 1 | 2017 | Las Estrellas | Deylan López         | Tercera  |
| La Voz Kids 4 | 2018 | Telecinco     | Jeremai Cruz         | Tercera  |
| La Voz Kids 5 | 2019 | Antena 3      | Daniel García        | Segunda  |
| La Voz Kids 6 | 2021 | Antena 3      | Nazaret Moreno       | Segunda  |
| La Voz Kids 8 | 2023 | Antena 3      | Amanda Sánchez       | Cuarta   |
| La Voz kids 9 | 2024 | Antena 3      | Juan Francisco Morán | Segunda  |

## Discografía
| Álbumes de estudio - 1992: De ley - 1994: Siento - 1996: Mucho por vivir - 1999: Jugar a la locura - 2001: Muchas flores - 2003: De mil colores - 2006: Contigo me voy - 2008: Parte de mí - 2009: Cuéntame - 2011: Raskatriski - 2013: Rosario - 2016: Gloria a ti - 2021: Te lo digo todo y no te digo ná | Álbumes recopilatorios - 2009: Grandes éxitos en directo - 2009: Mientras me quede corazón: Grandes éxitos - 2012: Esencial Rosario - 2012: Las voces de Rosario - 2013: Lo mejor de Rosario - 2017: Rosario: "Noche de Gloria en el Teatro Real" - 2024: Universo De Ley EP - 1984: Vuela de noche |

## Premios y nominaciones
| Año  | Premio                          | Categoría                                        | Trabajo nominado                                | Resultado | Ref    |  |
| ---- | ------------------------------- | ------------------------------------------------ | ----------------------------------------------- | --------- | ------ |  |
| 1991 | Premios Goya                    | Mejor interpretación femenina de reparto         | Contra el viento                                | Nominada  | [ 44 ] |  |
| 1993 | Premio Ondas                    | Artista revelación                               | De ley                                          | Ganadora  |        |  |
| 1993 | Premio El Ojo Crítico de RNE"   | Calidad de su fusión entre el flamenco y el pop" | De ley                                          | Ganadora  |        |  |
| 1994 | Premio Ondas                    | Mejor Videoclip del año por                      | «Sabor sabor»                                   | Ganadora  |        |  |
| 2001 | Premio Dial                     | Álbum del Año                                    | Muchas Flores                                   | Ganadora  |        |  |
| 2001 | Premios Grammy Latino           | Mejor álbum pop vocal femenino                   | Muchas Flores                                   | Ganadora  |        |  |
| 2002 | Premio de la Música             | Mejor canción                                    | «Cómo quieres que te quiera»                    | Ganadora  |        |  |
| 2003 | Premios Grammy Latino           | Mejor álbum pop vocal femenino                   | De mil colores                                  | Ganadora  |        |  |
| 2003 | Festival de Viña del Mar, Chile | Antorcha de plata                                | Ella misma                                      | Ganadora  | [ 45 ] |  |
| 2008 | Premio Ondas                    | Mejor álbum pop vocal femenino                   | Parte de mí                                     | Ganadora  | [ 46 ] |  |
| 2008 | Premio Dial                     | Álbum del Año                                    | Parte de mí                                     | Ganadora  | [ 47 ] |  |
| 2008 | Premio Elle                     | Música a la mejor Artista                        | Ella misma                                      | Ganadora  |        |  |
| 2008 | Premios EñE                     | Mejor colaboración por                           | «Cómo me las maravillaría yo» con Paulina Rubio | Nominada  |        |  |
| 2008 | Premios Principales             | Mejor artista solista.                           | Ella misma                                      | Nominada  |        |  |
| 2008 | Premios Principales             | Mejor álbum del año                              | Parte de mí                                     | Nominada  |        |  |
| 2008 | Premios Principales             | Mejor álbum del año                              | La distancia                                    | Nominada  |        |  |
| 2008 | Premios Grammy Latino           | Mejor álbum pop vocal femenino por               | Parte de mí                                     | Nominada  |        |  |
| 2008 | Premios EñE                     | Mejor álbum del año                              | Parte de mí                                     | Nominada  |        |  |
| 2008 | Premios EñE                     | Mejor intérpretación solista femenina            | «No dudaría»                                    | Ganadora  |        |  |
| 2008 | Premios EñE                     | Mejor versión de un tema                         | «No dudaría»                                    | Ganadora  |        |  |
| 2010 | Premios Grammy Latino           | Mejor álbum vocal pop femenino                   | Cuéntame                                        | Nominada  |        |  |
| 2013 | Premio Dial                     | Álbum del Año                                    | Rosario                                         | Ganadora  | [ 48 ] |  |
| 2021 | Premio Dial                     | A la Trayectoria                                 | —                                               | Ganadora  | [ 49 ] |  |
| 2022 | Latin Grammy                    | Premio a la Excelencia Musical                   | —                                               | Ganadora  | [ 50 ] |  |